# Beaumont (Yonne)
Beaumont – miejscowość i gmina we Francji, w regionie Burgundia-Franche-Comté, w departamencie Yonne.
Według danych na rok 1990 gminę zamieszkiwały 514 osoby, a gęstość zaludnienia wynosiła 78 osób/km² (wśród 2044 gmin Burgundii Beaumont plasuje się na 448. miejscu pod względem liczby ludności, natomiast pod względem powierzchni na miejscu 1138.).